# Epeorus lahaulensis
Epeorus lahaulensis is een haft uit de familie Heptageniidae. De wetenschappelijke naam van de soort is voor het eerst geldig gepubliceerd in 1963 door Kapur & Kripalani.
De soort komt voor in het Oriëntaals gebied.